# Seaman (Hund)

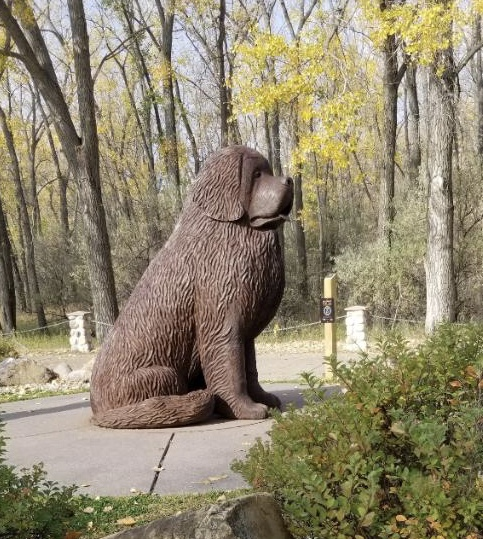
Statue von Seaman im Fort Mandan, North Dakota

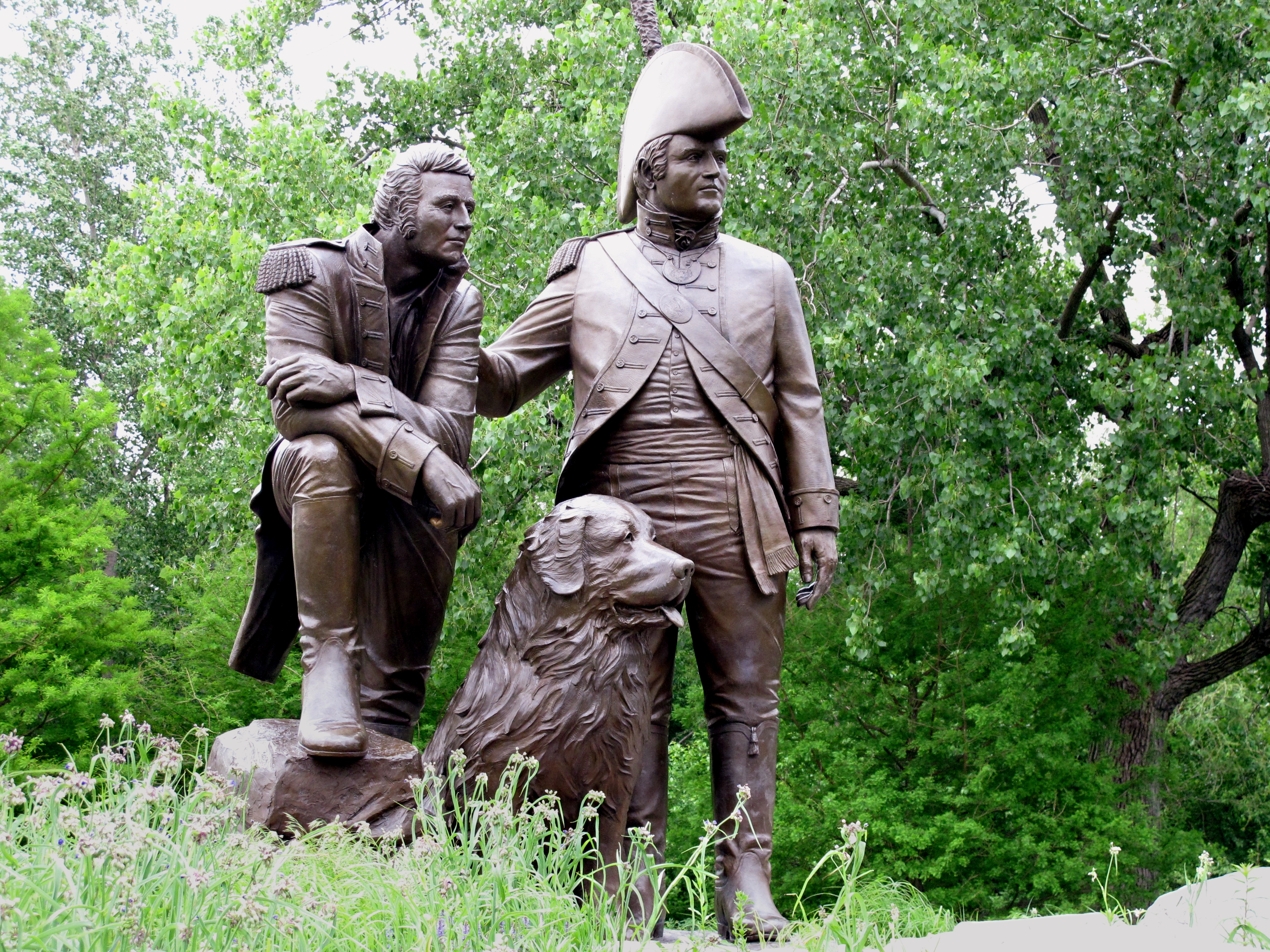
Lewis und Clark mit Seaman, Skulptur in Saint Charles (Missouri)

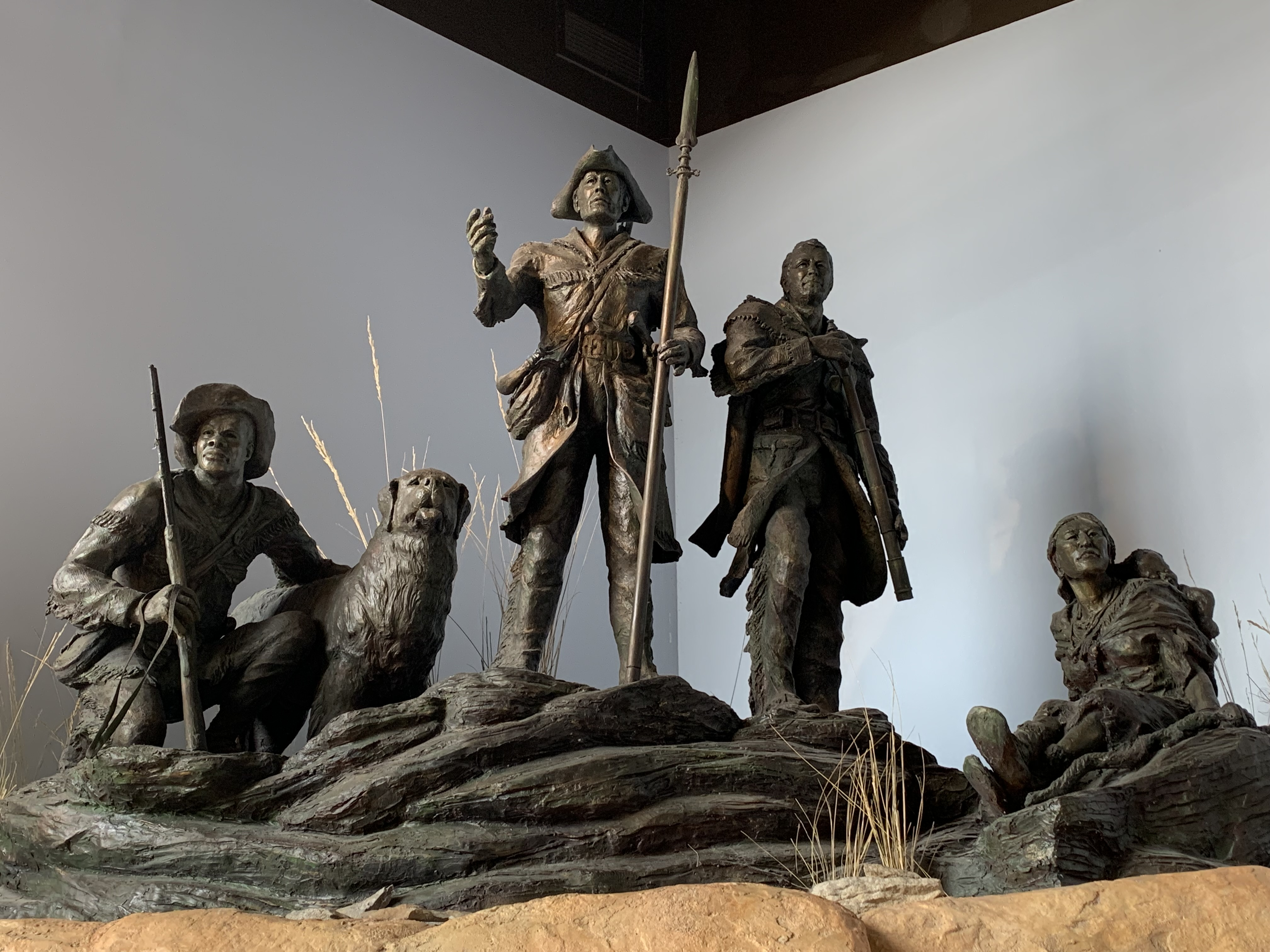
Explorers at the Portage von Robert Scriver, im Lewis and Clark National Historic Trail Interpretative Center, Great Falls (Montana). Von links nach rechts: York mit Gewehr, der Hund Seaman, Lewis, Clark und Sacajawea mit ihrem Baby

Seaman, ein Neufundländer, war Mitglied der Lewis-und-Clark-Expedition 1804–1806, der ersten Reise vom Mississippi zur Pazifikküste und zurück. Er war das einzige Tier, das die gesamte dreijährige Reise absolvierte.

## Auf der Expedition
Als Meriwether Lewis 1803 in Pittsburgh, Pennsylvania, auf die Fertigstellung der Boote für seine Expedition wartete, kaufte er speziell für diese Reise den Hund Seaman. Lewis entschied sich für einen Neufundländer, für den er den hohen Preis von 20 US-Dollar zahlte: den halben Monatslohn eines Armeehauptmanns. Neufundländer sind Arbeitshunde, stark und fügsam, kommen gut auf Booten zurecht, sind gute Schwimmer und können bei Wasserrettungen helfen.
Auf der Expedition erwies sich Seaman als erfolgreicher Jäger, der zahlreiche Hörnchen (Squirrel) fing, erlegtes Wild apportierte und einmal sogar einen Gabelbock erjagte, der durch einen Fluss schwamm. Zudem bewachte er das Lager, um vor Bären zu warnen, und musste einmal nachts einen Büffel aus dem Lager vertreiben. Die Ureinwohner hatten noch nie einen so großen Hund gesehen und waren auch von seinem Gehorsam beeindruckt.
Im Mai 1805 mussten Lewis und Clark Seaman nach einem Biberbiss verarzten, bei dem eine Arterie am Hinterbein durchtrennt worden war. Anfang 1806, als die Expedition die Rückreise antrat, wurde Seaman von Indianern gestohlen und Lewis schickte drei Männer, um den Hund zurückzuholen. Während der Expedition aßen die Teilnehmer zusätzlich zu ihren Pferden über 200 Hunde, die sie den Indianern abgekauft hatten, aber Seaman blieb verschont.
Am 15. Juli 1806 hielt Lewis in den Expeditionstagebüchern fest, dass die Gruppe von Moskitos gequält wurde, auch Seaman, der vor Schmerz heulte; dies war die letzte Erwähnung Seamans in den Reisedokumenten.

## Nach der Expedition
Seaman überlebte die Expedition, und Lewis nahm den Hund mit nach St. Louis. Es wird berichtet, dass er nach Lewis’ vorzeitigem Tod am 11. Oktober 1809 jedwede Nahrung verweigerte und vor Kummer am Grab seines Herrn starb.
Seaman wurde in zahlreichen Gemälden und Skulpturen dargestellt, üblicherweise zusammen mit Meriwether Lewis. Eine Reihe von Büchern, meist für Kinder, befasst sich mit Seaman.